# Eggert Christoffer von Linstow
Eggert Christoffer von Linstow (30. september 1695 – 29. april 1774 i København) var dansk gehejmeråd og amtmand.
Linstow, der var en søn af Levin Heinrich von Linstow til Linstow i Mecklenburg og Ursula Margrethe von Knuth af Lehsten, fødtes 30. september 1695, kom som ung til Danmark og ansattes 1721 som hofjunker hos Prins Carl og senere hos Prinsesse Sophie Hedevig, efter at begge havde taget bolig på Vemmetofte. 1733 udnævntes han til amtmand over Kolding Amt og fik året efter titel af etatsråd. 1737 udnævntes han til hofmester hos Prinsesse Charlotte Amalie og kurator for Vemmetofte Kloster. 1738 fik han det hvide bånd og 1741 dronningens orden, l'union parfaite. 1746 blev han gehejmeråd og 1763 gehejmekonferensråd. Sit embede som hofmester hos Charlotte Amalie, af hvem han var meget yndet, beklædte han til sin død, der indtraf 29. april 1774 i København, få dage efter hans hustrus, Margrethe Vind, datter af kammerherre Vilhelm Carl Vind til Harrested, Dame de l'union parfaite (født 1707), hvem han 1730 havde ægtet.
Han er malet 1763 af Ulrich Ferdinandt Beenfeldt (Vemmetofte).